# Рогожников, Яков Иванович
Яков Иванович Рогожников (род. 22 октября 1863) — из пос. Изобильного ст. Буранной 1-го ВО ОКВ. Участник русско-японской войны, Первой Мировой войны и Гражданской войны в Оренбуржье.
Общее образование получил Оренбургском уездном училище. В службу вступил 16.10.1880. Окончил Оренбургское казачье училище (по 1-му разряду). В офицеры произведен в 6-й Оренбургский каз. полк. Хорунжий (пр. 30.11.1883; ст. 30.11.1883). Сотник (пр. 26.12.1888; ст. 30.11.1887). Подъесаул (пр. 01.07.1897; ст. 01.07.1897). Есаул (пр. 06.05.1900; ст. 06.05.1900). Состоял на льготе (1900-04). Участник русско-японской войны 1904-05 (в составе 12-го Оренб. каз. полка). Войсковой Старшина (пр. 03.03.1909; ст. 26.02.1909). На 15.05.1913 в том же чине в 3-м Оренбургском каз. полку. Полковник (пр. 06.05.1914; ст. 06.05.1914; на вакансию). Участник мировой войны. Командир 18-го Оренбургского каз. полка (с 05.07.1915; по др. данным с 03.08.1914). На 01.08.1916 в том же чине и должности. Эвакуирован по болезни (03.05.1917). Отчислен от должности по болезни (12.08.1917) с назначением в распоряжение войскового штаба ОренбКВ. Генерал-майор (пр. 13.10.1917). Назначен председателем комиссии по распределению каз. офицеров 1-го воен. отдела ОренбКВ на группы по получению содержания (15.10.1918).

## Награды
- Орден Святого Станислава III степени с мечами и бантом (1902),
- Орден Святого Станислава II степени с мечами (1908),
- Орден Святой Анны IV ст. с надписью «За храбрость» (1904),
- Орден Святой Анны III степени с мечами и бантом (1904),
- Орден Святой Анны II степени с мечами и бантом (1912),
- Орден Святого Владимира IV степени (1907),
- Орден Святого Владимира III степени с мечами (1915),
- Высочайшее благоволение (ВП 27.06.1915).